# Östergötlands runinskrifter 207

Östergötlands runinskrifter 207, Ög 207, är en runsten som står vid gränsen mellan Sjögestads och Viby socknar, Linköpings och Mjölby kommuner. Uppgifterna om stenens sockentillhörighet går isär i Samnordisk runtextdatabas (Viby) och Riksantikvarieämbetets fornminnessöktjänst (Sjögestad). Stenen står vid ett gammalt vägstråk strax söder om länsväg 636 mellan Vikingstad och Mantorp, och i dess närhet finns också hålvägar, gravfält och andra runstenar, allra närmast Ög 208 och Ög 209. Materialet är röd granit och ristningen utfördes på 1000-talet. Inskriften innehåller stungna i- och k-runor.

## Translitteration
I translitteration lyder inskriften på Ög 207:
(:) uiþulf : auk : kiRi : ristu : stin : þensi : iftiR : ufag * muþurbruþur : sin : but(a) (:) ku(þ)(a)n

## Översättning
På nutida svenska är detta vad stenen vill berätta:
Redulv och Gere reste denna sten efter Ofag, sin morbror, en god bonde